# 21125 Орф
21125 Орф (лат. 21125 Orff) — астероїд з головного поясу астероїдів, з періодом обертання навколо Сонця 3,59 року на середній відстані 2,34 а.о.. Абсолютна зоряна величина — 14,5m.
Названий на честь композитора Карла Орфа.